# ذنب الأسد
ذنب الأسد (الاسم العلمي:Leonurus) هو جنس من النباتات يتبع الفصيلة الشفوية من رتبة الشفويات.

## أنواع ذنب الأسد
- ذنب الأسد الأزغب
- ذنب الأسد التتاري
- ذنب الأسد التركستاني
- ذنب الأسد التيبتي
- ذنب الأسد الرمادي
- ذنب الأسد السيبيري
- ذنب الأسد الغلوكي
- ذنب الأسد الفارسي
- ذنب الأسد القلبي
- ذنب الأسد المونغولي
- ذنب الأسد الياباني
- ذنب الأسد قراصي الأوراق
- ذنب الأسد كبير الأزهار
- ذنب الأسد الرؤيسي
- ذنب الأسد الكثيف
- ذنب الأسد المعرق
- ذنب الأسد الوبري
- ذنب الأسد أجرد الأزهار
- ذنب الأسد غشائي الأوراق